# Il principe ranocchio

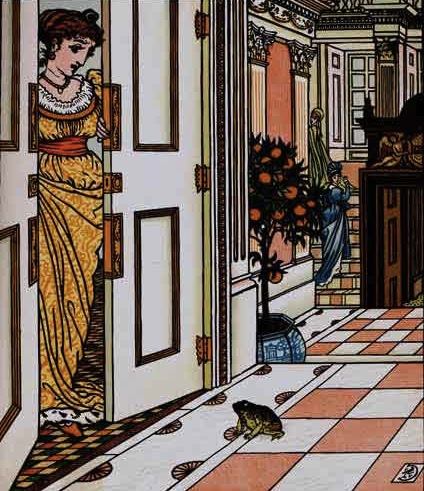
Il ranocchio chiede il permesso di entrare nel castello - illustrazione di Walter Crane, 1874

Il principe ranocchio, o Il re ranocchio (in tedesco Der Froschkönig oder der eiserne Heinrich, lett. "Il re ranocchio o Enrico di ferro"), è una fiaba tradizionale europea, nota soprattutto nella versione pubblicata dai fratelli Grimm al numero 1 della loro raccolta Le fiabe del focolare (1812-1815).

## Trama
Nella fiaba, una principessa fa suo malgrado amicizia con un ranocchio (talvolta citato come rospo), come ringraziamento per aver recuperato la sua palla d'oro che aveva fatto accidentalmente cadere in uno stagno. Il ranocchio è in realtà un principe tramutato da un incantesimo malvagio. Nella fiaba di Grimm, l'incantesimo viene spezzato quando la principessa lancia la rana contro il muro in un atto di disgusto, dopo che questa aveva insistito per dormire nel suo letto. Nelle versioni moderne, ciò accade grazie a un bacio dato dalla principessa al ranocchio (un tema che fu apparentemente introdotto nelle traduzioni inglesi del racconto). In altre versioni ancora, è sufficiente che la rana passi la notte sul cuscino della principessa. Nella versione di Grimm, il principe ha un cocchiere di nome Enrico che ha cinto il suo cuore con tre anelli di ferro affinché non schianti per il magone del suo signore trasformato. Quando vede il principe ritrasformato, questi cedono per la gioia. Da qui viene il secondo titolo "Enrico di Ferro".

## Classificazione
Lo schema della fiaba è un classico, citato nella classificazione Aarne-Thompson come tipo 440, The Frog King.

## Origini
La fonte dei Grimm è incerta, ma pare provenga dalla tradizione orale della famiglia di Dortchen Wild a Kassel. Nel secondo volume della prima edizione de Le fiabe del focolare, edito nel 1815, i fratelli inclusero una variante di questa storia intitolata Der Froschprinz ("Il principe ranocchio"), pubblicata al numero 13. Tuttavia questa versione non venne inclusa nelle riedizioni successive, rimanendo poco conosciuta.

## Analisi di Jung

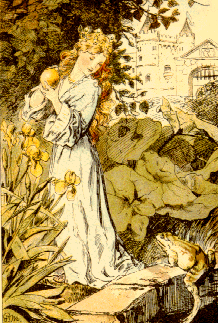
Il ranocchio restituisce la palla d'oro alla principessa - illustrazione di Paul Friedrich Meyerheim, 1889

La fiaba rappresenta un ottimo esempio per l'analisi letteraria jungiana. Secondo Carl Gustav Jung, essa rappresenta il processo d'iniziazione della psiche di una giovane donna. L'ego è la principessa; in quanto vergine, essa percepisce i compagni maschili come animali. La palla d'oro rappresenta il sé, perduto nell'inconsapevolezza (lo stagno). Mentre la donna cerca il proprio sé incontra l'uomo/rana. La rana desidera l'intimità con la donna (che nelle diverse varianti è rappresentata dal fatto di bere dal suo bicchiere e mangiare dal suo piatto, dormire sul suo cuscino, o baciarla). Inizialmente disgustata, la vergine arriva a riconoscere inconsciamente la mascolinità e questa scoperta la porta a percepire la rana come un uomo desiderabile. La principessa ora è una donna matura pronta per il matrimonio.

## Nella cultura di massa
La fiaba è estremamente popolare e l'espressione "baciare un ranocchio" viene usata comunemente con una quantità di significati metaforici. In genere, la trasformazione da ranocchio a principe viene paragonata al cambiamento di una persona che scopre il vero amore. Numerosissime sono anche le varianti parodistiche, in cui la storia viene rovesciata; il Principe Ranocchio del romanzo Streghe all'estero di Terry Pratchett, per esempio, è una rana trasformata in umano da un incantesimo.

### Adattamenti

#### Cinema
- Il principe ranocchio (The Frog Prince) (1986), film di Jackson Hunsicker con Aileen Quinn, Helen Hunt e John Paragon.
- Il principe ranocchio (Frog) (1987), film TV di David Grossman con Scott Grimesn.
- Il principe ranocchio (Žabí kráľ) (1990), film di Juraj Herz con Iris Berben, Michael Degen e Linda Rybová.
- L'incantesimo del lago (The Swan Princess) (1994), film di Richard Rich, con un rospo parlante (Jean Bob) convinto d'esser un sovrano ecché un bacio della protagonista (la principessa Odette) gli restituirà le sue reali fattezze, cosa che poi non avviene.
- La principessa e il ranocchio (The Princess and the Frog) (2009), film d'animazione Disney di Ron Clements e John Musker.

#### Televisione
- Tales from Muppetland: The Frog Prince (1971), speciale televisivo dei Muppets.
- Il principe ranocchio (Faerie Tale Theatre) (1982), episodio di Eric Idle con Robin Williams, Teri Garr e René Auberjonois.
- Le fiabe son fantasia (Grimm Meisaku Gekijou) (1987), anime di Kazuyoshi Yokota e Fumio Kurokawa.
- Simsalagrimm (Simsala Grimm) (1999), serie animata di Gary Blatchford, Chris Doyle e Jody Gannon.
- Il principe ranocchio (Prince Charming) (2001), film di Allan Arkush con Christina Applegate, Sean Maguire e Martin Short.
- Le più belle fiabe dei fratelli Grimm (Sechs auf einen Streich) (2008), episodio di Franziska Buch con Sidonie von Krosigk, Alexander Merbeth e Friedrich von Thun.
- Regal Academy (2016), serie animata di Iginio Straffi.

#### Teatro
- Il principe ranocchio (2013), fiaba musicale di Giuseppe Bisicchia (testi) ed Ettore D'Agostino (musica), regia di Giuseppe Bisicchia e Massimo Giustolisi.

### Letteratura
- The Frog Princess, romanzo in lingua inglese della scrittrice statunitense E. D. Baker, un'altra reinvenzione parodistica della fiaba.